# Сквайрс, Екатерина Ричардовна
Екатерина Ричардовна Сквайрс (24 мая 1950, Москва, СССР) — советский и российский лингвист-германист, доктор филологических наук, профессор кафедры германской и кельтской филологии филологического факультета Московского государственного университета им. М. В. Ломоносова, заслуженный профессор МГУ, исследователь истории германских языков (немецкого, нидерландского, английского).

## Биография
Родилась в Москве. В 1967 году поступила на филологический факультет Московского государственного университета им. М. В. Ломоносова. После окончания университета в 1972 году училась в аспирантуре. В 1977 году защитила кандидатскую диссертацию «Ремесленная терминология в древней Германии» (научный руководитель — Н. С. Чемоданов). В 1997 году защитила докторскую диссертацию «Языковые контакты в балтийско-североморском ареале как фактор истории нижненемецкого». В 1989 году присвоено ученое звание доцента, с 2009 — профессора.
С 1976 года работает в МГУ. В 1976—1986 годах — старший преподаватель, в 1986—2000 — доцент. С 2000 года является профессором кафедры германского языкознания (германской и кельтской филологии) филологического факультета МГУ.
Заслуженный профессор Московского университета (2014).
Читает курсы «Языковые контакты в истории немецкого языка», «Лингвистические аспекты русско-нидерландского перевода», «Языковые контакты в средневековой Европе: на примере торговых связей Ганзы», «История немецкого языка: древний период», «Древненидерландский язык», «Монастырь и город в истории языка», «Нижненемецкий язык Ганзы», «Нижненемецкие тексты Великого Новгорода», «Древнесаксонский язык».

## Научная деятельность
Область научных интересов — история германских языков (немецкого, нидерландского, английского), сравнительное изучение древнегерманских языков.
Начиная с 70-х годов Е. Р. Сквайрс преподает древнесаксонский, с 80-х — древненижнефранкский в рамках курса нидерландского языка. На базе знакомства с этими языками развивался исследовательский интерес к древнейшим языковым контактам в североморском ареале в связи с лингвогенезом древненидерландского и древненижненемецкого. Е. Р. Сквайрс участвует в международном исследовательском проекте «Языковые контакты в балтийском ареале». Эта проблематика отражена в докторской диссертации «Языковые контакты в балтийско-североморском ареале как фактор истории нижненемецкого» и монографии «Ареальная база истории нижненемецкого языка Ганзы» (1997). Изучение нижненемецкого письменного языка как средства международного общения в области торговли и дипломатии в период расцвета Ганзейского союза инициировало разработку тематики, связанной с контактами нижненемецкого с английским.
Применение социолингвистического метода позволило разработать принципы датировки и атрибуции средневековых правовых актов. В 2000—2002 годах Е. Р. Сквайрс руководила междисциплинарным проектом «Критическое исследование русский и зарубежных рукописных источников по истории Лже-Шуйского-2». В результате работы проекта была установлена поддельность некоторых архивных документов самозванца Тимофея Акиндинова. В 2003 г. Е. Р. Сквайрс возглавляла проект «Язык и тексты немецкого официально-делового письма ХІІІ-XVII вв. (на материале грамот из собраний Научной библиотеки МГУ и РГАДА)».
В 2010-х годах одним из объектов исследования была новгородская скра, устав Немецкого двора в Новгороде в XIII—XVII вв. Итоги этих изысканий подведены в издании «Новгородская скра. Издание, перевод, исследования» (2020).

### Основные работы
- Ареальная база истории нижненемецкого языка Ганзы. М.: Диалог-МГУ, 1997. 152 с.
- Ганза и Новгород: языковые аспекты исторических контактов. М.: Индрик, 2002. 366 с. (соавт. Фердинанд С. Н.)
- Ричард Диксон. Самоучитель английского языка Learn English Yourself. Астрель Москва, 2004. 288 с.
- Хрестоматия по истории нидерландского языка (древний период) и нижненемецкого регионального языка: учебное пособие. М.: МАКС Пресс, 2008. 238, [1] с.
- Немецкие средневековые рукописи и старопечатные фрагменты в «Коллекции документов Густава Шмидта»: из собрания Научной библиотеки Московского университета : каталог, материалы и исследования / Е. Р. Сквайрс, Н. А. Ганина. М.: МАКС-Пресс, 2008. 467, [3] с.
- Полоцкие грамоты XIII — начала XVI в.: в 2 томах / Е. Р. Сквайрс, А. Л. Хорошкевич, С. В. Полехов и др. М.: Русский фонд содействия образованию и науке, 2015. Т. 1. 864 с. Т. 2. 522 с.
- Ремесленная терминология в древнегерманских языках. М.: МАКС Пресс, 2015. 145 с.
- Судовой журнал фрегата Ост-Индской компании «Нейнбург» 1763 г.: публикация и исследование / сост. и ред. Е. Р. Сквайрс. М.: МАКС-Пресс, 2018. 113, [1] с.
- Нарративно неэксплицированные смыслы в языке средневекового права (на материале новгородской скры XIII—XIV вв.) // Атлантика: записки по исторической поэтике. Москва, 2019. С. 74-94[3].
- Новгородская скра. Издание, перевод, исследования. М.: Языки русской культуры, 2020. 215 с. (соавт. Мальков А. В.)[4][5]